# Personenkennzahl
Die Personenkennzahl (PKZ) wurde in der DDR am 1. Januar 1970 eingeführt. Damit verbunden war die Errichtung der Zentralen Personendatenbank ab 1972 in Berlin-Biesdorf. Aufgabe der ab 1984 voll funktionsfähigen Datenbank war es, Personendaten des Zentralen Büros für Personenangelegenheiten zu sammeln und zu speichern.
Eine Personenkennzahl erhielten alle Bürger der DDR und Ausländer, die sich länger als sechs Monate in der DDR aufhielten und über eine Aufenthaltsgenehmigung verfügten. Ab 1970 wurde bei Neugeborenen die Personenkennzahl von den Standesämtern für die Eintragung in Geburtsurkunde und Personenstandsregister zugeteilt. Für die rückwirkende Vergabe der Personenkennzahl und ihre Eintragung in Personalausweise und Reisepässe waren die Abteilungen Pass- und Meldewesens der Volkspolizei-Kreisämter verantwortlich. Alle vor 1970 geborene Personen ohne Personenkennzahl bekamen diese ab 1973 per Postkarte zugeschickt.
Staatliche Verwaltungen verwendeten Personenkennzahlen zur eindeutigen Verschlüsselung der Person und trugen diese in den Sozialversicherungs- und Impfausweis für Kinder und Jugendliche und für Erwachsene, in den Wehrdienstausweis und in den Rentenausweis ein.
Auf den Erkennungsmarken der Armeeangehörigen war die Personenkennzahl eingeprägt.
Bei heutigen Anfragen an den Bundesbeauftragten für die Stasi-Unterlagen erleichtert die freiwillige Angabe der PKZ aus DDR-Zeiten das Auffinden und Zuordnen von Aktenvorgängen.

## Andere Länder
In Österreich, Dänemark,
Norwegen und Schweden bestehen nationale Kennziffersysteme, die jenem der DDR sehr ähnlich sind. In beiden Ländern konnte durch die eindeutige Identifizierung jeder Person eine erhebliche Reduzierung des Verwaltungsaufwandes erreicht werden. Eine ähnliche Funktion haben die Sozialversicherungsnummer in den USA, die „TC Kimlik No.“ (Bürgeridentifikationsnummer) in der Türkei oder die „PESEL“-Nummer (Elektronische Personenregisternummer) in Polen.

## Aufbau
Die zwölfstellige Personenkennzahl der DDR war wie folgt aufgebaut:
- TTMMJJGMMMNP

Erklärung:
- TT: Geburtstag
- MM: Geburtsmonat
- JJ: Geburtsjahr (zweistellig)
- G: Jahrhundert der Geburt und Geschlecht
  - 2: männlich, vor 1900 geboren
  - 3: weiblich, vor 1900 geboren
  - 4: männlich nach 1900 geboren
  - 5: weiblich, nach 1900 geboren
- MMM: Schlüsselnummer des eintragenden Melderegisters, bei vor 1970 Geborenen wurde die Schlüsselnummer der Meldestelle des Wohnorts verwendet
- N: Fortlaufende Nummer innerhalb des Geburtstages
- P: Prüfziffer zur Kontrolle

## Berechnung der Prüfziffer
Zur Berechnung und Überprüfung der Kontrollziffer wird jede Stelle der PKZ mit einer bestimmten Gewichtung multipliziert. Dafür wurde folgende Gewichtung 4, 2, 1, 6, 3, 7, 9, 10, 5, 8, 4, 2 verwendet. Die einzelnen Produkte werden aufsummiert und der ganzzahlige Rest der Division durch 11 ermittelt. Ist dieser Rest 10, so ist die PKZ gültig.
Zur Erstermittlung der Prüfziffer wird diese auf 0 gesetzt, die einzelnen Stellen mit den o. g. Gewichten multipliziert, die Summe gebildet und der ganzzahlige Rest der Division durch 11 ermittelt. Zu diesem Divisionsrest (der auch 0 sein kann) ist ein vielfaches des Gewichtes der Prüfziffer (2) zu addieren. Diese Summe wird durch 11 geteilt und wenn deren ganzzahliger Divisionsrest 10 ist, so ist der verwendete Faktor des Gewichtes die Prüfziffer. Kann bei der Division kein Rest 10 erreicht werden, so ist die PKZ nicht verwendbar und es muss eine andere fortlaufende Nummer N verwendet werden.
Das ebenfalls zwölfstellige Personenkennzeichen der Bundesrepublik war folgendermaßen geplant:
- TTMMJJGMMMMP

Erklärung:
- TT: Geburtstag
- MM: Geburtsmonat
- JJ: Geburtsjahr (zweistellig)
- G: Jahrhundert der Geburt und Geschlecht
- MMMM: Seriennummer zur Unterscheidung von Personen gleichen Geschlechts, die am selben Tag geboren wurden.
- P: Prüfziffer zur Kontrolle

Zur Geschichte siehe auch: Reichspersonalnummer